# George of the Jungle (2007)
George of the Jungle is een Canadese tekenfilmserie. Het is een nieuwe versie van een serie uit 1967, en maakt voor de nieuwe versie gebruik van Adobe Flash-animatie. De serie werd in Canada geproduceerd en werd in Nederland en Vlaanderen sinds 3 maart 2008 uitgezonden op Cartoon Network en sinds 24 maart 2008 op Ketnet. De serie is ook uitgezonden op Zapp bij AVRO en sinds 22 juli 2013 op Nickelodeon.
De nieuwe serie blijft zo veel mogelijk trouw aan het origineel, hoewel er toch enige verschillen te ontdekken zijn. Een aflevering bestaat uit twee verhalen van plusminus tien minuten. Maar in de serie uit 1967 kon een van de verhalen ook afkomstig zijn van een andere serie; bijvoorbeeld Tom Slick of Super Chicken. De George of the Jungle uit 2007 staat geheel op zichzelf.

## Hoofdpersonages
GeorgeEen vriendelijk, doch stompzinnig liaanslingerend persoon in een tijgervel. George leeft in de Afrikaanse jungle als een soort "Koning van de Jungle". Zoiets als Tarzan, maar dan anders. Aan moed en gevoel voor rechtvaardigheid ontbreekt het hem niet, aan techniek en tactisch inzicht echter wel: regelmatig knalt hij tegen een boom. Toch blijft hij zich opwerpen als beschermer van de zwakkeren en minder bedeelden.
AapEen sterke en ongewoon intelligente gorilla die bij George in de jungle woont. Hij profileert zich als de surrogaatbroer en -ouder van George en als zijn beste vriend. Zijn pogingen om George iets bij te brengen kennen een lange geschiedenis van vele mislukkingen. Laten we zeggen dat hij het 'Geweten van George' is.
UrsulaGeboren in "de grote stad", maar is naar de jungle gekomen om bij haar vader en ook bij George te kunnen zijn. Haar beste (en enige) vriendin is Magnolia. Jong, spontaan en gretig om iets van het stadsleven in de jungle te kunnen introduceren, probeert ze haar vrienden kennis te laten maken met het modern culturele leven, zoals Kerstmis of verkeerslichten, om er achter te komen dat het telkens weer mislukt. Ze probeert op haar beurt zo goed mogelijk in te burgeren, maar ze moet nog veel leren..
MagnoliaGeboren in de jungle. Ze is een heel goede vriendin van George en toen Ursula in de jungle kwam wonen werd ze een hartsvriendin van haar. Ze komt wat plattelands over, maar haar hart zit toch echt op de goede plaats. Verder vormt ze vaak een brug tussen de jungle en Urusula. Haar vader is de plaatselijke Medicijnman.

## Nederlandse stemmen
- Finn Poncin - George
- Frans van Deursen - Aap
- Rosanne Thesing - Ursula
- Lottie Hellingman - Magnolia
- Rolf Koster - Neef Larry
- Donna Vrijhof - Toekie Toekie
- Stan Limburg - Dr. Scott
- Rinie van den Elzen - Toverdokter